# Андреас Гертнер

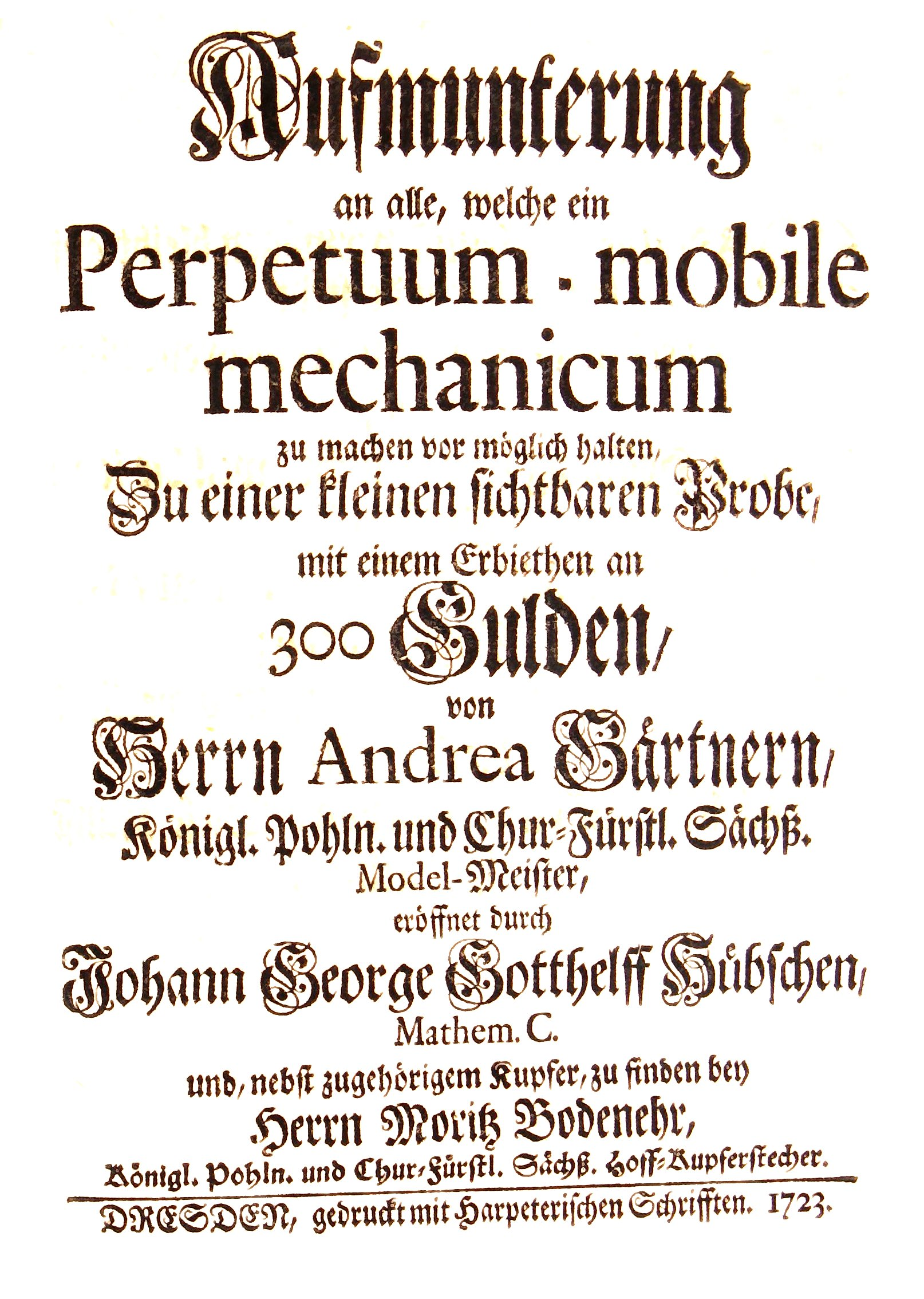

Андреас Гертнер, серболужицький варіант — Гандрій Загроднік (в.-луж. Handrij Zahrodnik, нім. Andreas Gärtner; нар. 24 грудня 1654 року, Хвачіци, Верхня Лужиця — пом. 2 лютого 1727 року, Дрезден) — серболужицький вчений, дослідник і винахідник.

## Біографія
Народився Андреас Гертнер 24 грудня 1654 року в серболужицькому селі Хвачіци. Навчався теслярській справі в рідному селі, потім вивчав механіку в Болоньї. У 1686 році повернувся до Верхньої Лужиці. Працював придворним механіком і майстром. Сконструював механічні годинник і астрономічні прилади. Близько 1700 року сконструював для Августа Сильного годинник, де навколо головного циферблата були додаткові 360 відміток, який показував час у різних часових поясах. Той годинник нині демонструється у фізико-математичному салоні в Дрездені. Побудував на території паркового комплексу Цвінґер фонтан з підйомом води на 16 метрів і в палаці — ліфт на третій поверх.
У 1715 році подав у відставку через суперечки з прихильниками ідеї вічного двигуна, що працювали при дворі Августа Сильного. В 1723 році видав книгу «Aufmunterung an alle, welche ein perpetuum mobile mechanicum, zu machen vor möglich halten zu einer невеликий sichtbaren grobe mit einem Erbiethen an 300 gulden», в якій доводив, що неможливо побудувати вічний двигун.

## Пам'ять

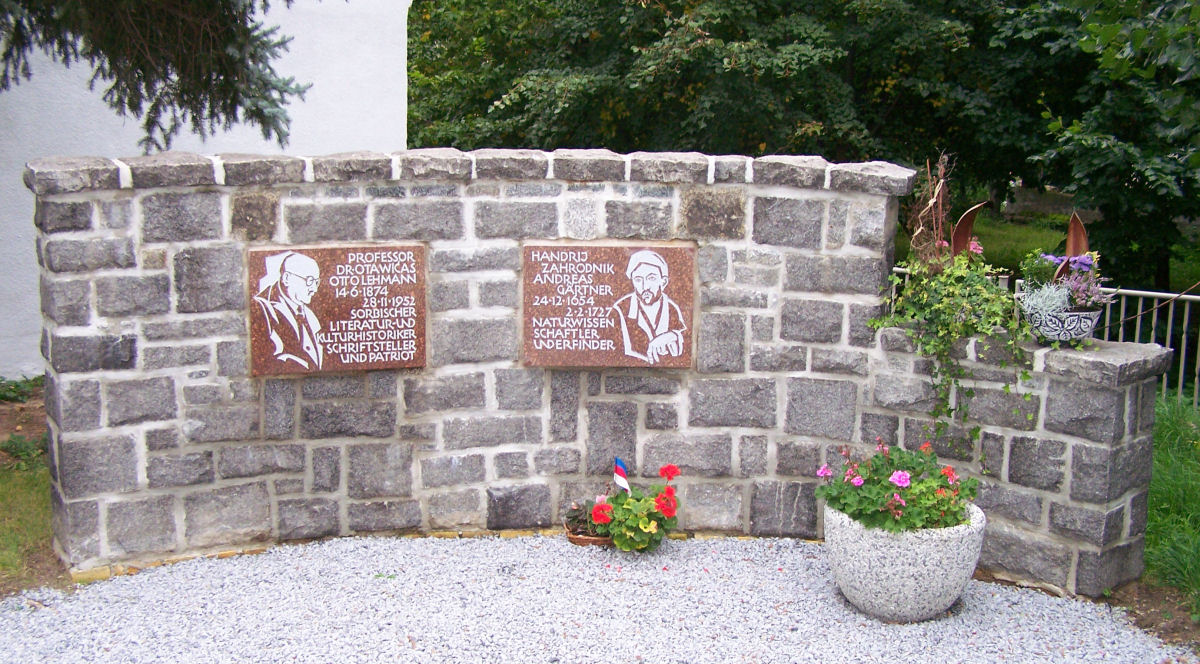

- У 1980 році в його рідному селі перед школою був встановлений невеликий меморіальний комплекс з меморіальними табличками, присвячені Гандрію Загродніку та Ота Вічазу.